# クラーク (ミュージシャン)
クラークことクリストファー・スティーブン・クラーク（Christopher Stephen Clark、1979年8月29日 - ) は、イギリスのミュージシャン、DJ、音楽プロデューサー、作曲家。2006年までの名義は、クリス・クラーク（Chris Clark）。かつてはイギリスのブライトン、バーミンガムを活動拠点としていたが、現在はドイツ・ベルリンに移している。

## 来歴
1979年8月29日、ハートフォードシャー州セント・オールバンズにて生まれる。10代の頃より音楽制作を開始し、フックとマスキングテープでレコードの針を自作するなど独自に楽器制作も行っていた。2000年12月、ブリストル大学在学時に、最初の契約先であるワープ・レコーズが主催していた音楽パーティーにクリス・フロム・セント・オールバンズ(Chris from St. Albans)名義で参加。これを機に同社と契約し、2001年に弱冠21歳でアルバム『Clarence Park』でデビューした。
2003年には単独でのアメリカツアーや各地のフェスティバル・イベントに参加。同年5月には6曲入りEPを発表したのち、2枚目のアルバム『Empty The Bones Of You』を発表。2006年に発表したEP『Throttle Furniture』より、苗字でもある「クラーク」名義で活動している。2013年9月には他のアーティストの楽曲のリミックスや彼らによるクラークの曲のリミックスを収録した『Feast/Beast』、2017年4月には3年ぶりとなる8枚目のアルバム『Death Peak』を発表した。
作曲家としては、2015年にイギリスの放送局Skyより放送されたドラマシリーズ『The Last Panthers』の劇中音楽、同年12月26日よりロンドンのヤング・ヴィク劇場にて公演された『マクベス』の音楽を担当。以降、2018年にチャンネル4のドラマシリーズ『Kiri』、2019年に映画『ダニエル』の劇中音楽をそれぞれ手掛けている。

## 音楽のスタイル
クラークの音楽は一般的に電子音楽のジャンルに属すると考えられているが、本人は自らの音楽の定義を曖昧にしており、2008年にリリースされた4枚目のアルバム『Turning Dragon』については「テクノ・アルバム」と表現している。彼はしばしば、異なる環境でのサンプルの再録音やフィールド・レコーディングなどのテクニックを用いて、様々な音楽媒体での劣化、ディストーション、減衰を起こす実験的な手法をとっている。また、DJ機材以外にもドラムを演奏しており、いくつかのアルバム、特に『Body Riddle』では彼のドラム演奏を録音したものがフィーチャーされている。

## 使用器材・ソフトウェア
- Ableon Live
- Moogerfoogers
- Drawmer 1960
- Stereo Variable MU Limiter/Compressor
- TL Audio 5013
- Moog Voyager
- Toft ATB24
- API 5500
- Dimention C
- Wersi Bass Synthesizer AP-6

## ディスコグラフィ
アルバム
- Clarence Park (2001)
- Empty the Bones of You (2003)
- Body Riddle (2006)
- Turning Dragon (2008)
- Totems Flare (2009)
- Iradelphic (2012)
- Clark (2014)
- Death Peak (2017)

EP、シングル
- Ceramics Is The Bomb (2001) ※クリス・クラーク名義
- Throttle Furniture (2006)
- Throttle Clarence (2006)
- Ted E.P. (2007)
- Throttle Promoter (2007)
- Growls Garden (2009)
- Willenhall / Baskerville Grinch (2011)
- Fantasm Planes (2012)
- Superscope (2014)
- Flame Rave (2015)
- A Badman Sound / Heath Town / Inf Inf Inf Inf (2016)
- Bobbie Caris / Idle Withdrawal (2017)
- Rellik EP (2017)
- Honey Badger / Pig (2017)
- E.C.S.T. T.R.A.X. (2018)
- Branding Problem (2019)

リミックス
- Feast / Beast (2013)

劇伴音楽
- The Last Panthers (2015)
- Kiri (2018)
- ダニエル Daniel Isn't Real (2019)